# Eutychide
Eutychide is een geslacht van vlinders van de familie dikkopjes (Hesperiidae), uit de onderfamilie Hesperiinae.

## Soorten
- E. angus Evans, 1955
- E. asema (Mabille, 1891)
- E. candallariae Strand, 1920
- E. complana (Herrich-Schäffer, 1869)
- E. olympia (Plötz, 1883)
- E. paria (Plötz, 1882)
- E. physcella (Hewitson, 1866)
- E. sempa Evans, 1955
- E. subcordata (Herrich-Schäffer, 1869)
- E. subpunctata Hayward, 1940